# 耳を腐らせるほどの愛
『耳を腐らせるほどの愛』（みみをくさらせるほどのあい）は、NON STYLEの石田明脚本、豊島圭介監督作品で2019年公開の映画。第10回沖縄国際映画祭「島ぜんぶでおーきな祭」でワールドプレミアが行われた。

## キャスト
- 井上裕介（NON STYLE） - 鈴木鈴吉
- 森川葵 - 葉山瑠奈
- 八嶋智人 - 真壁高志
- 黒羽麻璃央 - 倉敷純一
- 山谷花純 - 福山朱音
- 信江勇 - 小倉由愛
- 長井短 - 白木みどり
- 石田明（NON STYLE） - ホームレス
- 村田秀亮（とろサーモン） - 出口誠二
- 菅原永二 - 納冨才蔵
- 小木茂光 - 黒柳哲
- MEGUMI - 豊橋千秋

## スタッフ
- 原案・脚本：石田明（NON STYLE）
- 監督：豊島圭介
- 製作：藤原寛、谷和男
- エグゼクティブプロデューサー：片岡秀介、吉川真理、岡本浩一
- スーパーバイザー：黒井和男、古賀俊輔
- プロデューサー：佐々木将人、小倉文、中山喬詞
- 撮影：田中浩一、大森隆晴
- VE：久保澤知史
- 照明：青山茂雄
- 録音：高橋寿光
- 音楽：スキャット後藤
- 主題歌：ミオヤマザキ「哀図」（EPIC RECORDS JAPAN）[3]
- 製作：『耳を腐らせるほどの愛』製作委員会
- 制作：よしもとクリエイティブ・エージェンシー、読売テレビ
- 制作プロダクション：泉放送制作
- 配給：KATSU-do